# 프랑크 케시에
프랑크 야니크 케시에(프랑스어: Franck Yannick Kessié, 1996년 12월 19일 ~ )는 코트디부아르의 프로 축구 선수로, 현재 사우디 프로페셔널리그의 알아흘리와 코트디부아르 국가대표팀에서 중앙 미드필더 또는 수비형 미드필더로 활약하고 있다.
아탈란타를 거쳐 2017년 AC 밀란에 임대로 입단한 케시에는 2년 뒤 영구 이적을 확정 짓고 2021-22년 시즌 세리에 A 성공에 중추적인 역할을 했다. 2022년 바르셀로나에 입단해 라리가와 수페르코파 데 에스파냐에서 우승을 차지한 뒤 2023년 알아흘리로 이적했다.

## 구단 경력
오라가히오에서 태어난 케시에는 스텔라 클뢰브에서 그의 경력을 시작했고, 2010년에 그들의 유소년 팀에 합류했다. 2014년, 그는 1군으로 승격되었다.

### 아탈란타
2015년 1월 29일, 케시에는 세리에 A의 아탈란타와 3년 계약을 맺었다. 그는 프리마베라에 도착하자마자 그 클럽의 선수단에 차출되었고, 7경기에 출전했다. 그의 유럽 첫 경기는 3월 1일, AC 밀란 프리마베라와의 원정 경기에서 2-0으로 이긴 경기에서 시작했다.
2015년 4월 18일, 케시에는 로마와의 경기에 1군으로 차출되었으나, 그 다음날 1-1로 비긴 경기에서는 교체 출전하지 못하였다.

### AC 밀란
2017년 6월 2일, 케시에는 구매 의무와 함께 세리에 A의 AC 밀란으로 2년 임대 계약을 맺었다. 원래, 그는 19번을 셔츠 번호로 선택했지만, 구단 경영진에 의해 몇 주 후에 밀란으로 이적한 레오나르도 보누치에게 맡겨달라고 설득당했고, 그 결과, 케시에는 그것을 79번으로 변경했다. 다음 여름 이적 시장에서 보누치가 떠난 후, 그는 원래의 셔츠 번호를 다시 제안받았지만 거절당했고, 그는 또 다른 번호 변경으로 인해 밀란 팬들이 그의 개인 맞춤 셔츠에 추가적인 비용을 지불하도록 강요하고 싶지 않다는 이유를 들었다.
그는 밀란에서 데뷔 전을 치렀고, 7월 27일, 우니베르시타테아 크라이오와의 유로파리그 예선 1차전에서 팀의 승리를 도왔다. 2017년 8월 20일, 밀란의 시즌 세리에 A 개막전에서 그는 크로토네를 상대로 3-0으로 승리하며 페널티킥을 성공시켰다. 2018년 1월 21일, 칼리아리와의 경기에서 케시에는 페널티킥을 얻어내며 두 골을 넣으며 밀란에 승리를 안겼다. 밀란은 코파 이탈리아 결승에 진출했지만 유벤투스에 4-0으로 패했고, 케시에는 풀타임을 소화했다. 보누치 감독이 떠난 후 그는 또 다른 번호 변경으로 인해 밀란 팬들에게 개인 맞춤 셔츠에 추가 비용을 지출하도록 강요하고 싶지 않다는 이유로 원래 유니폼 번호를 돌려받았지만 거절당했다. 유벤투스가 리그컵 더블에서 우승하면서 밀란은 2018년 수페르코파 이탈리아나 결승전에서 유벤투스를 상대로 출전권을 얻었다. 1-0으로 패했고 케시에는 74분 퇴장당했다.
밀란은 2020-21년 세리에 A 시즌을 37경기에 출전해 13골을 넣으며 2위로 마감했고, 8년 만에 2021-22년 UEFA 챔피언스리그 진출권을 획득했다. 케시에는 2011-12년 시즌 즐라탄 이브라히모비치 이후 세리에 A 시즌에 밀란에서 최소 10골의 페널티킥을 성공시킨 최초의 선수가 되었으며, 이번 시즌 모든 대회에서 50경기에 출전하여 마테오 폴리타노 소속 세리에 A 선수들 간의 기록을 세웠으며, 일부 비평가들에 의해 밀란의 이번 시즌 선수로 묘사되기도 했다.

### 바르셀로나
2022년 7월 4일, 바르셀로나는 AC 밀란과의 계약이 만료된 후, 케시에와 합의에 도달했다고 발표했고, 7월 6일, 그는 2026년 6월 30일까지 4년 계약을 맺었으며, 그의 바이아웃 조항은 5억 유로로 책정될 예정이다.
2022년 8월 13일, 그는 0-0으로 비긴 라요 바예카노와의 경기에서 페드리와 교체로 들어가 데뷔 전을 치렀다. 2023년 3월 19일, 케시에는 엘 클라시코에서 레알 마드리드를 상대로 결승골을 넣었는데, 그의 첫 골은 92분에 알레한드로 발데의 슛을 홈으로 꽂아넣어 2-1 승리를 이끌었다. 케시에의 공격은 바르셀로나가 라리가의 캄 노우에서 기록한 3,000번째 골이다.

### 알아흘리
2023년 8월 9일, 1,250만 유로에 사우디 프로페셔널리그의 알아흘리에 입단하였다. 그는 8월 24일, 알오크두드와의 경기에서 팀의 첫 골을 넣었다. 케시에는 12월 29일, 알칼리지와의 경기에서 1-0으로 승리한 또 다른 결승골을 넣었다.
2024년 9월 16일에 열린 2024-25년 AFC 챔피언스리그 엘리트 전에서 케시에는 이란 클럽 페르세폴리스와의 경기에서 유일한 골을 넣으며 알아흘리의 승점 3점을 확보했다.

## 국가대표팀 경력
2013년 FIFA U-17 월드컵과 2015년 툴롱 토너먼트에 출전하면서, 케시에는 17세 이하와 20세 이하의 수준으로 코트디부아르를 대표했다. 이전 토너먼트 동안, 모로코 왕립 축구 연맹은 케시에가 16세가 아니라 22세라고 주장하는 소장을 FIFA에 제출했고, FIFA는 나중에 그 주장을 부인했다.
2014년 9월 6일, 2-1로 이긴 시에라리온과의 2015년 아프리카 네이션스컵 예선 전에서, 케시에는 성인 국가대표팀 첫 경기를 치렀다. 2017년 1월 4일, 그는 조별 리그에서 탈락하면서 모든 경기에 선발로 출전하면서, 2017년 아프리카 네이션스컵을 앞두고 미셸 뒤수이어의 23인 명단에 이름을 올렸다.
2019년 아프리카 네이션스컵에서 그는 이스마엘 벤나세르와 함께 3도움을 기록하며 대회 공동 1위를 차지했다. 그의 팀은 7월 11일, 1-1로 비긴 후 승부차기에서 4-3으로 패하며 8강에서 최종 우승팀 알제리에 밀려 탈락했다. 케시에는 승부차기에서 첫 번째 페널티킥을 성공시켰다.
2021년 아프리카 네이션스컵에서 코트디부아르는 4경기에 모두 선발 출전해 3-1로 이긴 알제리와의 E조 조별 리그 경기에서 1골을 넣었다. 그는 이집트와의 16강전 패배 30분 만에 부상으로 교체 투입됐다.
2023년 12월, 케시에는 2023년 아프리카 네이션스컵 코트디부아르 선수단에 이름을 올렸다.  그는 2024년 1월 14일, 기니비사우와의 토너먼트 첫 경기에서 주장을 맡아 2-0으로 이겼다. 디펜딩 챔피언 세네갈과의 16강전에서, 그는 후반전에 벤치에서 나와 86분에 페널티킥 동점골을 넣었다. 그는 결국 승부차기에서 마지막 페널티킥을 성공시켜 5-4로 이겼고, 코트디부아르는 8강에 진출했다. 그는 나중에 나이지리아와의 결승전에서 골을 넣었고, 결국 2-1 승리로 끝났다.

## 사생활
케시에가 11살이었을 때, 그의 어린 시절에 프로 축구 선수였던 그의 아버지는 병으로 사망했다. 그러므로, 그의 골 세레머니 중 하나는 그의 돌아가신 아버지에게 경의를 표하기 위해 행해진 군경례이다. 그의 우상은 야야 투레였다.
케시에는 실천하는 무슬림이며, 라마단 기간 동안 정기적으로 금식을 한다.

## 수상
AC 밀란
- 세리에 A : 2021-22[46]

바르셀로나
- 라리가 : 2022–23[47]
- 수페르코파 데 에스파냐 : 2022–23[48]

알아흘리
- AFC 챔피언스리그 엘리트 : 2024-2025[49]

코트디부아르
- 아프리카 네이션스컵 : 2023[50]

개인
- 아프리카 네이션스컵 최고의 어시스트 : 2019[51]
- 아프리카 네이션스컵 토너먼트 팀 : 2023[52]
- 세리에 A 올해의 팀 : 2020–21[53]